# رسوب لجه‌ای
رسوب لجه‌ای (به انگلیسی: Pelagic sediment) یا پلاژیت (به انگلیسی: pelagite) رسوبی ریزدانه است که در نتیجه ته‌نشین شدن ذرات در کف اقیانوس باز و دور از خشکی انباشته می‌یابد. این ذرات عمدتاً از پوسته‌های میکروسکوپی، آهکی یا سیلیسی فیتوپلانکتون یا زئوپلانکتون تشکیل شده‌اند. رسوب سیلیسی رسی به اندازه رس؛ یا مخلوطی از اینها مقدار کمی از گرد و غبار شهاب‌سنگ و مقادیر متغیر خاکستر آتشفشانی نیز در رسوبات لجه‌ای یافت می‌شوند. بر اساس ترکیب تراوش، سه نوع اصلی رسوبات لجه‌ای وجود دارد: تراوش‌های سیلیسی، تراوش‌های آهکی و رس‌های قرمز.
ترکیب رسوبات لجه‌ای توسط سه عامل اصلی کنترل می‌شود. نخستین عامل فاصله از توده‌های خشکی اصلی است که بر رقیق شدن آنها توسط رسوبات زمین‌زا یا مشتق شده از زمین تأثیر می‌گذارد. دومین عامل، عمق آب است که بر حفظ ذرات بیوژنیک سیلیسی و آهکی در هنگام ته‌نشین شدن در کف اقیانوس تأثیر می‌گذارد. عامل نهایی حاصلخیزی اقیانوس است که میزان ذرات زیست‌زای تولیدشده در آب‌های سطحی را کنترل می‌کند.

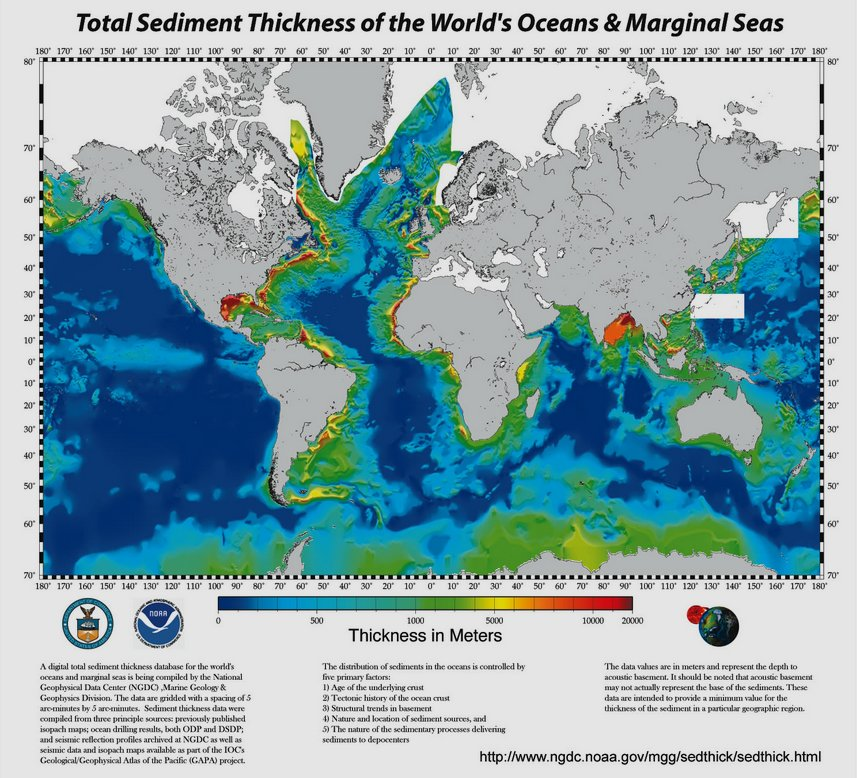
ضخامت کل رسوب در کف اقیانوس